# Antakya
Antakya (arabsko انطاكية, grško Ἀντιόχεια Antiókheia ali Αντιόχεια Antiócheia, Antakiya) je mesto v južni Turčiji in sedež province Hatay. Ima okrog 200.000 prebivalcev (2008).
Antakya je bila v preteklosti znana kot Antiohija. Še danes ima veliko zgodovinskih zgradb, mestni arheološki muzej pa ima drugo največjo zbirko rimskih mozaikov na svetu.

## Pobratena mesta
- Aalen Nemčija (1995)

## Galerija
Koordinati:   36°11′N″36, 9°E′type:city_region:TR″{{{8}}}